# Metacatharsius pseudoopacus
Metacatharsius pseudoopacus là một loài bọ cánh cứng trong họ Bọ hung (Scarabaeidae).